# 原臺南警察署
原臺南警察署，位於臺灣臺南市中西區，過去曾是日治時期臺南警察署的廳舍，二戰後至臺南縣市合併升格直轄市之前為臺南市警察局。2011年，該廳舍被納入臺南市美術館系統作為1館，2018年10月21日開始試營運，現為臺南市市定古蹟。

## 沿革
日治時期明治29年（1896年），日本治臺制度從軍政改為民政，地方制度改為三縣一廳。明治34年（1901年），臺灣總督府民政部改制「警保課」為「警察本署」，並改地方官制為二十廳，廳下設警務課及支廳。大正8年（1919年），警察本署改稱「警務局」，隔年地方官制改為五州二廳，此時臺南州設有「警務課」，州轄臺南市則設有「警察署」歸警務課管轄。
臺南警察署座落於臺南市幸町一丁目8番地，由臺南州土木課營繕係設計、監工，設計師為梅澤捨次郎，昭和6年（1931年）12月22日落成，在此之前臺南警察署與臺南市役所同在臺南州廳內辦公。另外，臺南警察署廳舍的基地在清治時期原為臺灣府城七寺八廟之中的龍王廟，而重道崇文坊原本也建在這一帶。此處在1901年新建臺南尋常高等小學校校舍，在1904年後改由臨時臺灣糖務局臺南支局使用，在1908年改為臺南尋常高等小學校分教室，在1919年作為臺南商專的臨時校舍，之後改為臺南第二高等女學校的學校宿舍，直到拆除改建為臺南警察署。
二次大戰後，臺南警察署改為臺南市警察局，民國87年（1998年）6月26日由臺南市政府公告為市定古蹟。民國99年（2010年）臺南縣市合併升格為直轄市，時任臺南市長賴清德宣布將市警總局移至新營區原縣警局，原市警局則內部清空。翌年6月17日，臺南市政府文化局宣布將原市警局與公11停車場作為臺南市美術館基地，本建築作為1館。

## 建築設計

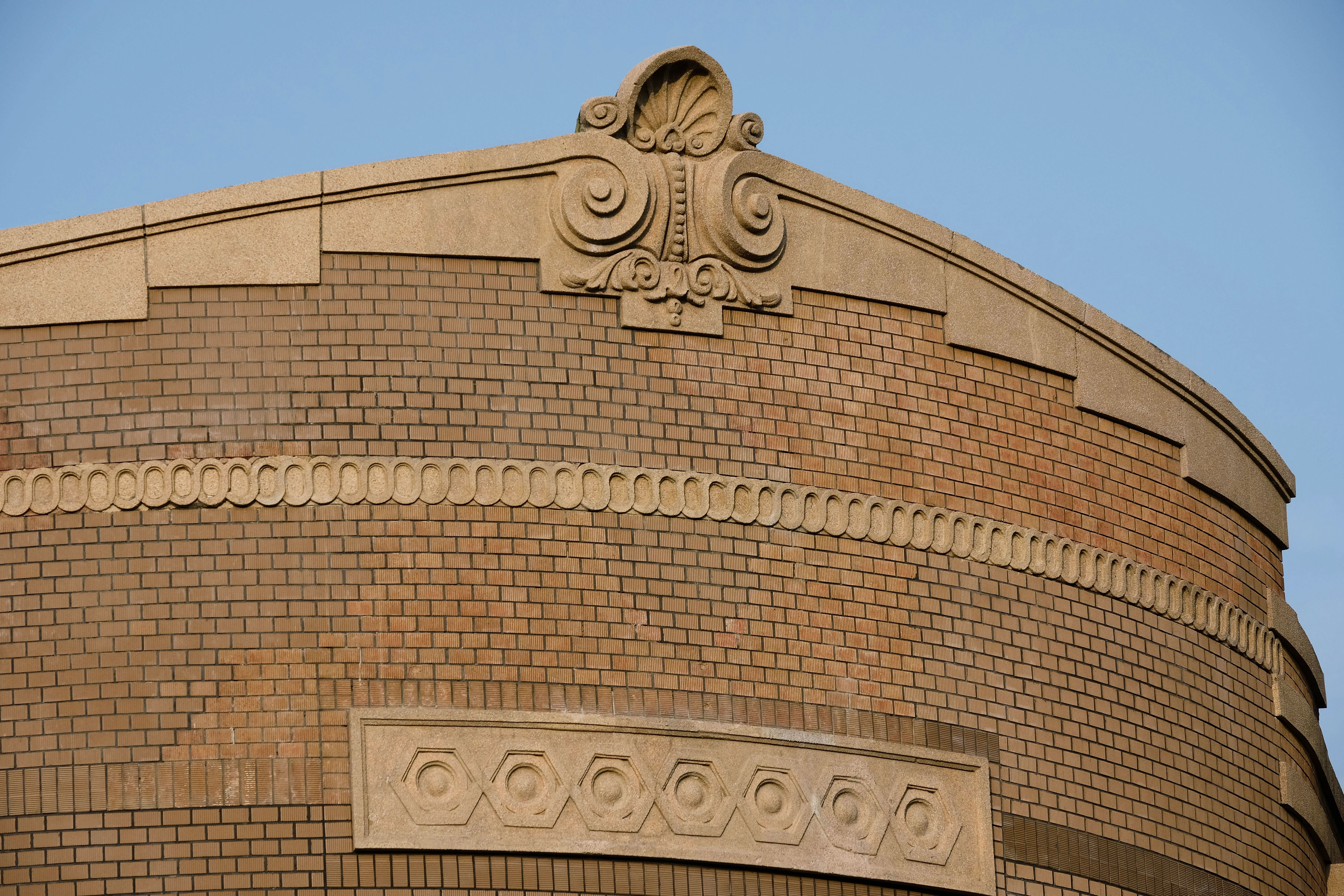
山牆與龜甲裝飾
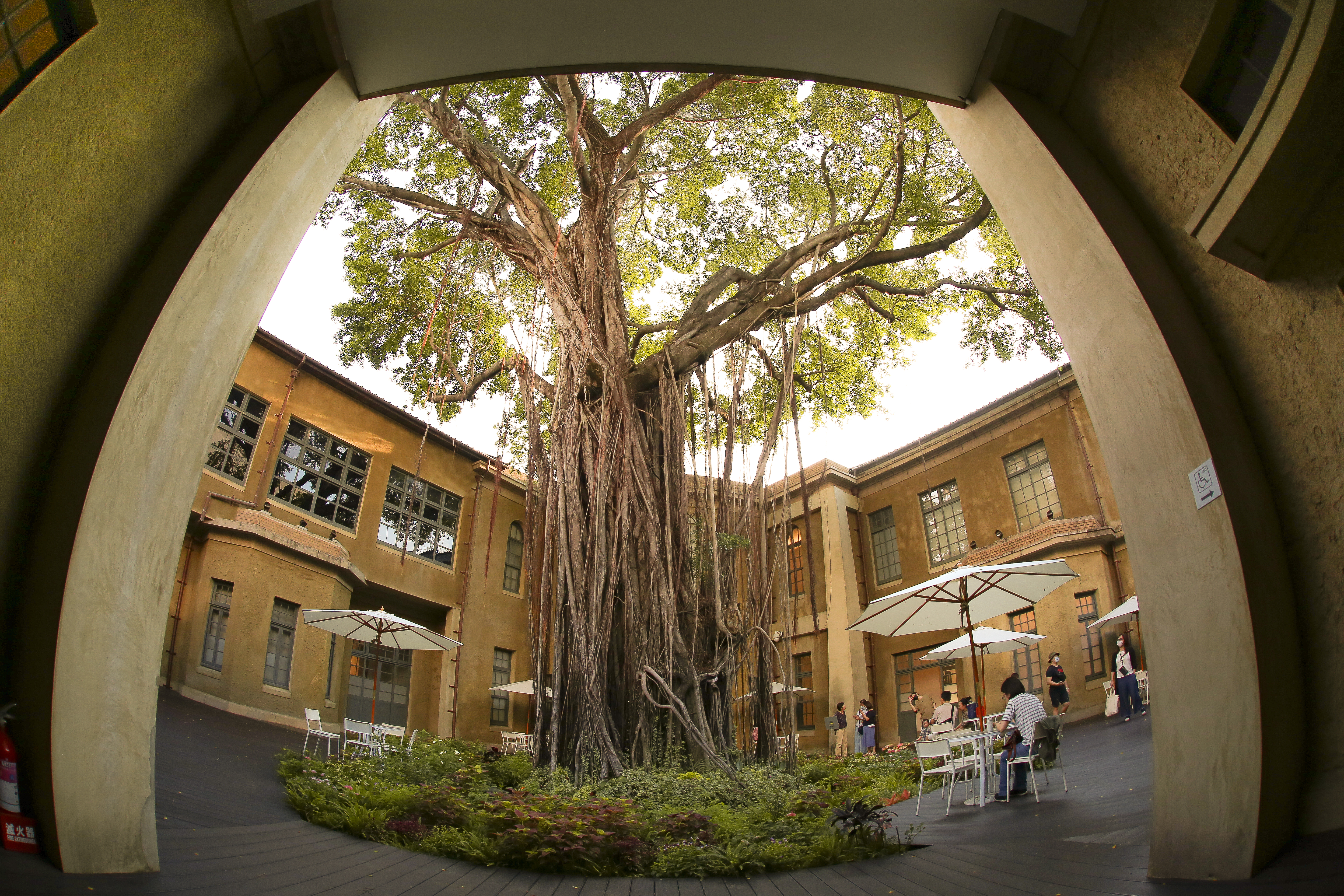
原臺南警察署內部的榕樹
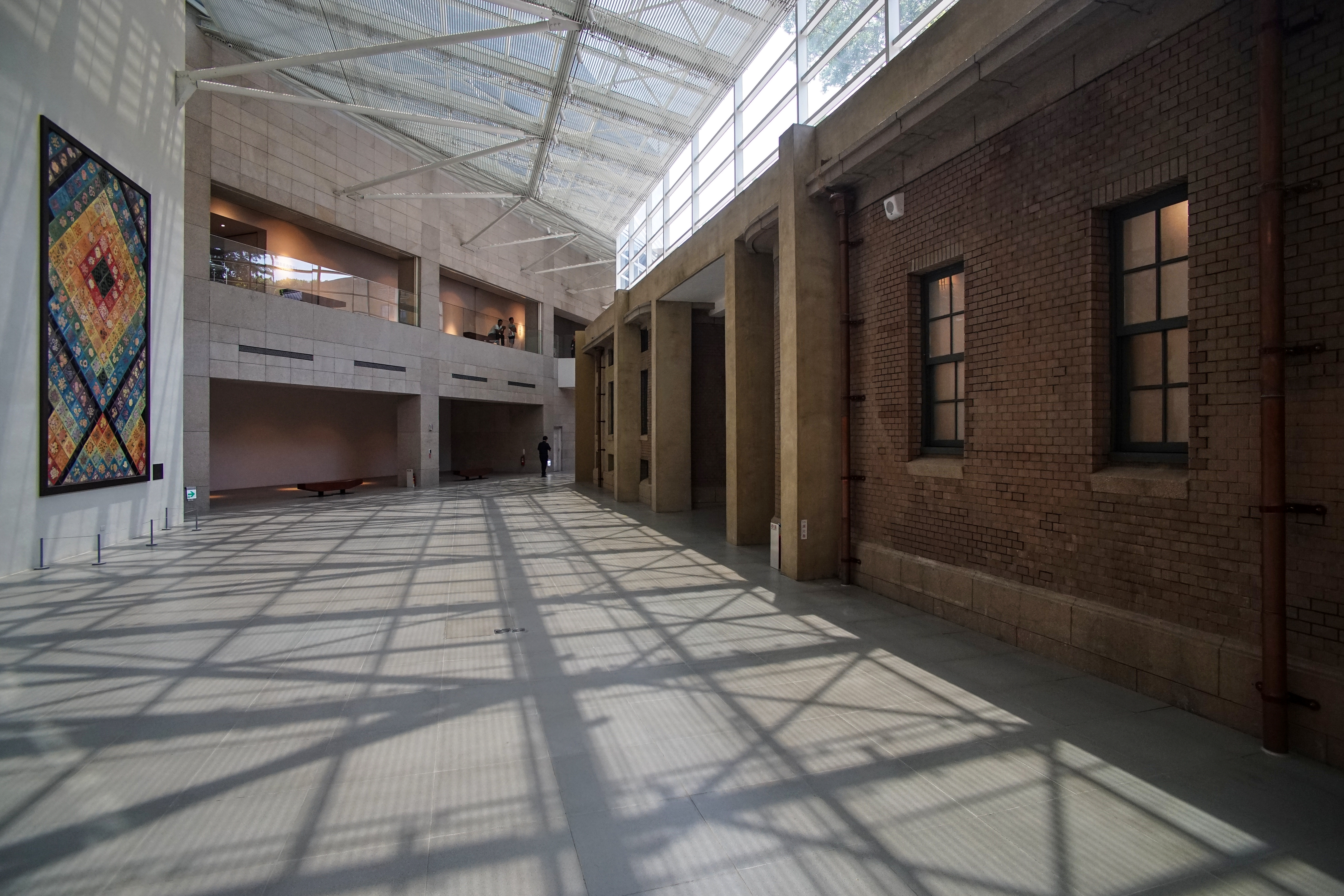
美術館1館與原臺南警察署之間的中央廊道
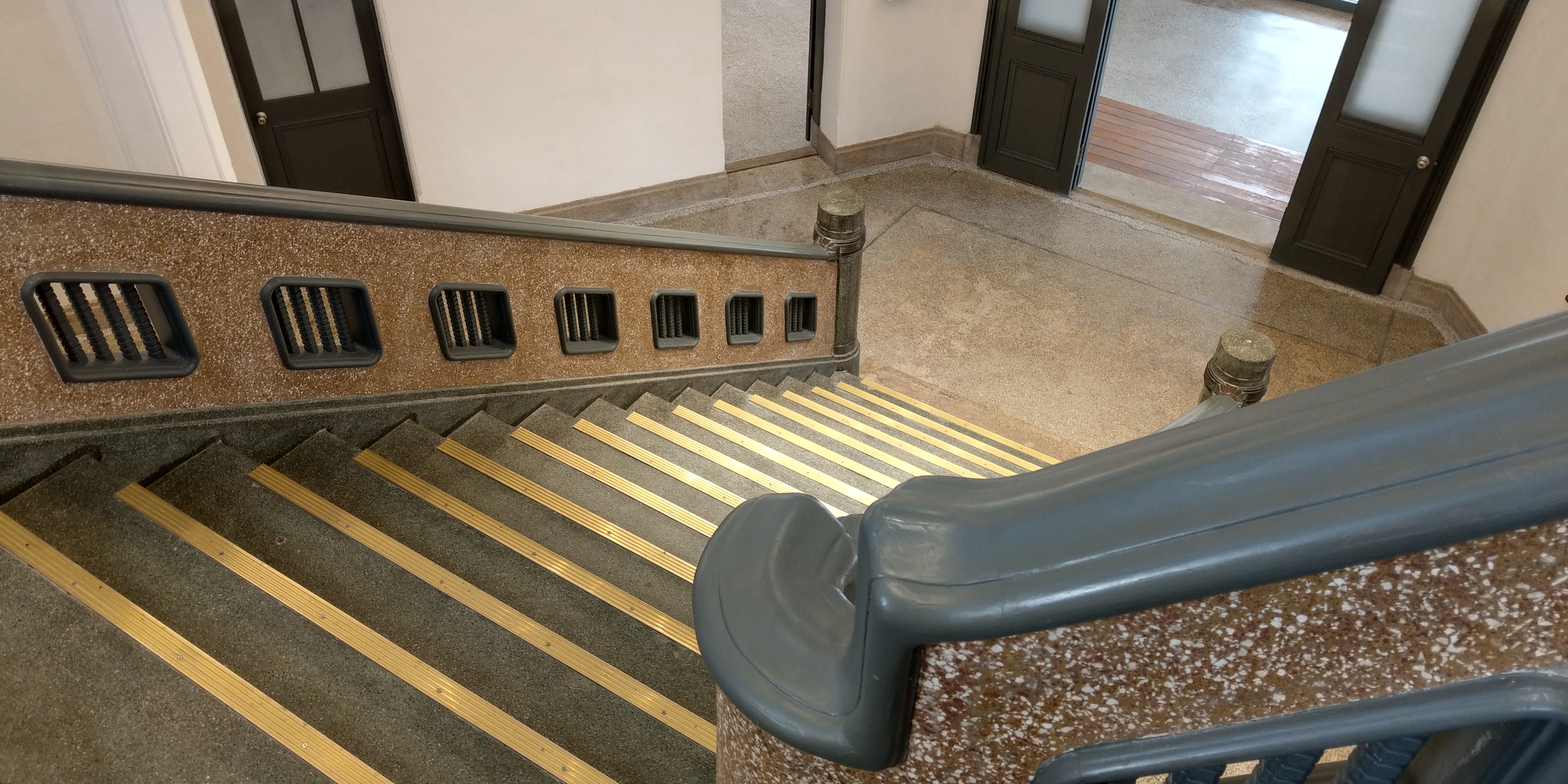
一樓大階梯

### 外觀
在造型上，原臺南警察署可算是裝飾風藝術（ArtDeco）式樣。建築的中央主體最高，有一突出江樓平屋頂之山牆，山牆上有簷口線收邊，但線下則有層層退縮之階狀飾，中央為勳章飾其下尚有一條由小圓交疊而成之飾帶及一塊由7個八角形「龜甲」紋飾組成之橫額。其他部份亦還有線角處理，但大多為垂直線或水平線之現代式紋樣組合。 開口部1樓均為方窗，2樓以圓拱窗為主。
建築整體外觀呈對稱的形式，一樓設有門廊及三個門洞，由簡化形式柱頭的柱子支撐，門廊之上則為陽臺，於女兒牆處繞有連續小拱圈，樓楣樑之部份亦是連續垂直線之裝飾帶。穿過門廊便是大廳與主樓梯，可通往兩側辦公空間及二樓。窗戶部分一樓均為方窗，二樓以圓拱窗為主。

### 磚牆
建築結構為鋼骨鋼筋混凝土，牆壁則為磚造，外牆建材則與原臺南測候所、林百貨相同，為「大山形素燒十三溝面磚」──以其有十三道底溝而名。在未施釉的情況下，原為土黃色，但在1970年代，為與警察機關統一識別，被漆上紅漆。2015年，為配合美術館計畫開始整修，逐步恢復其原色。

## 相關
- 臺北市政府舊廈 - 與原臺南警察署相同，皆為日治時期建築轉型藝術展館的例子

## 外部連結
- 臺南市政府警察局 （页面存档备份，存于）
- 臺南市美術館網站 （页面存档备份，存于）